# Station Brussel-Centraal

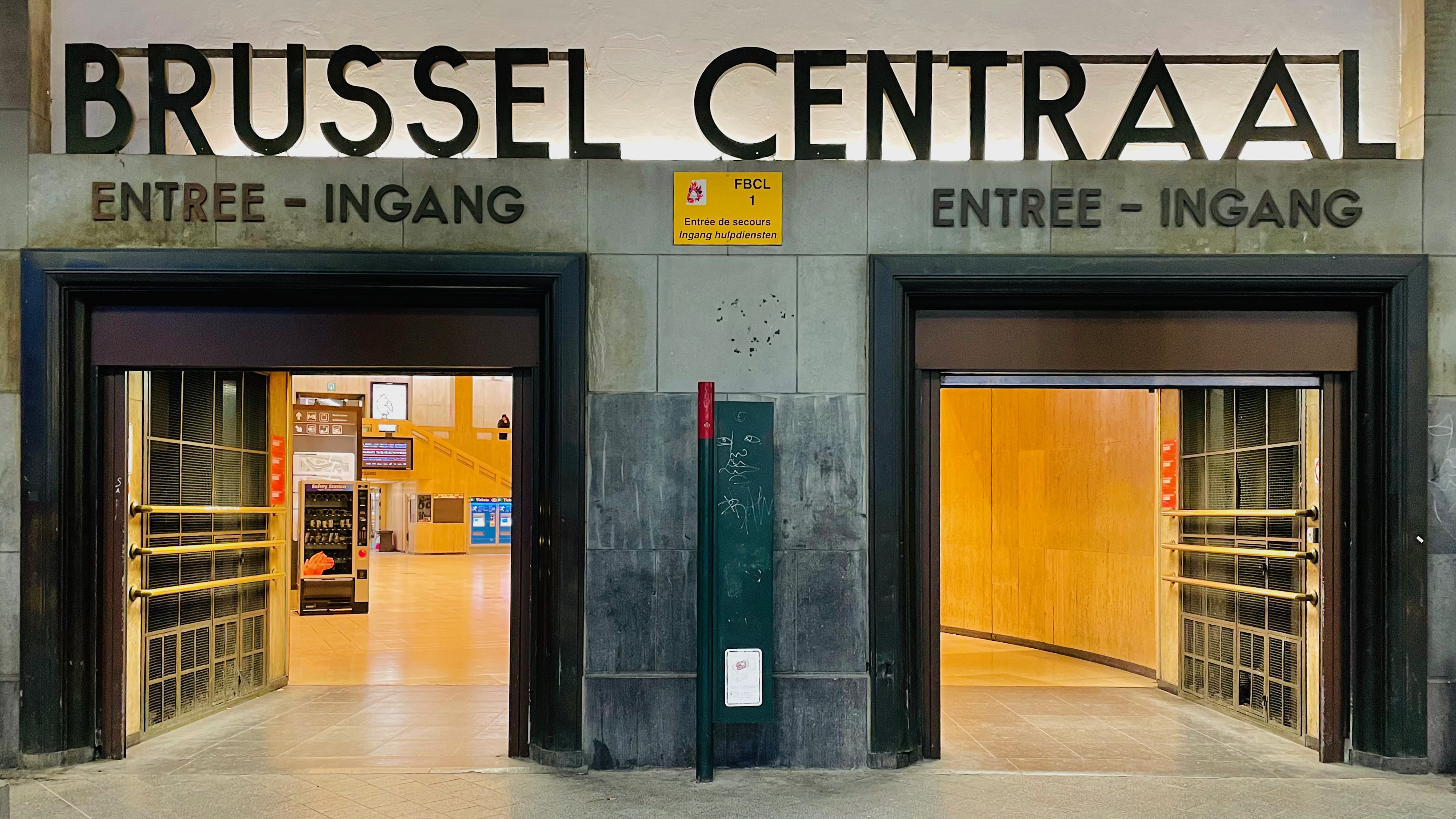
Een ingang

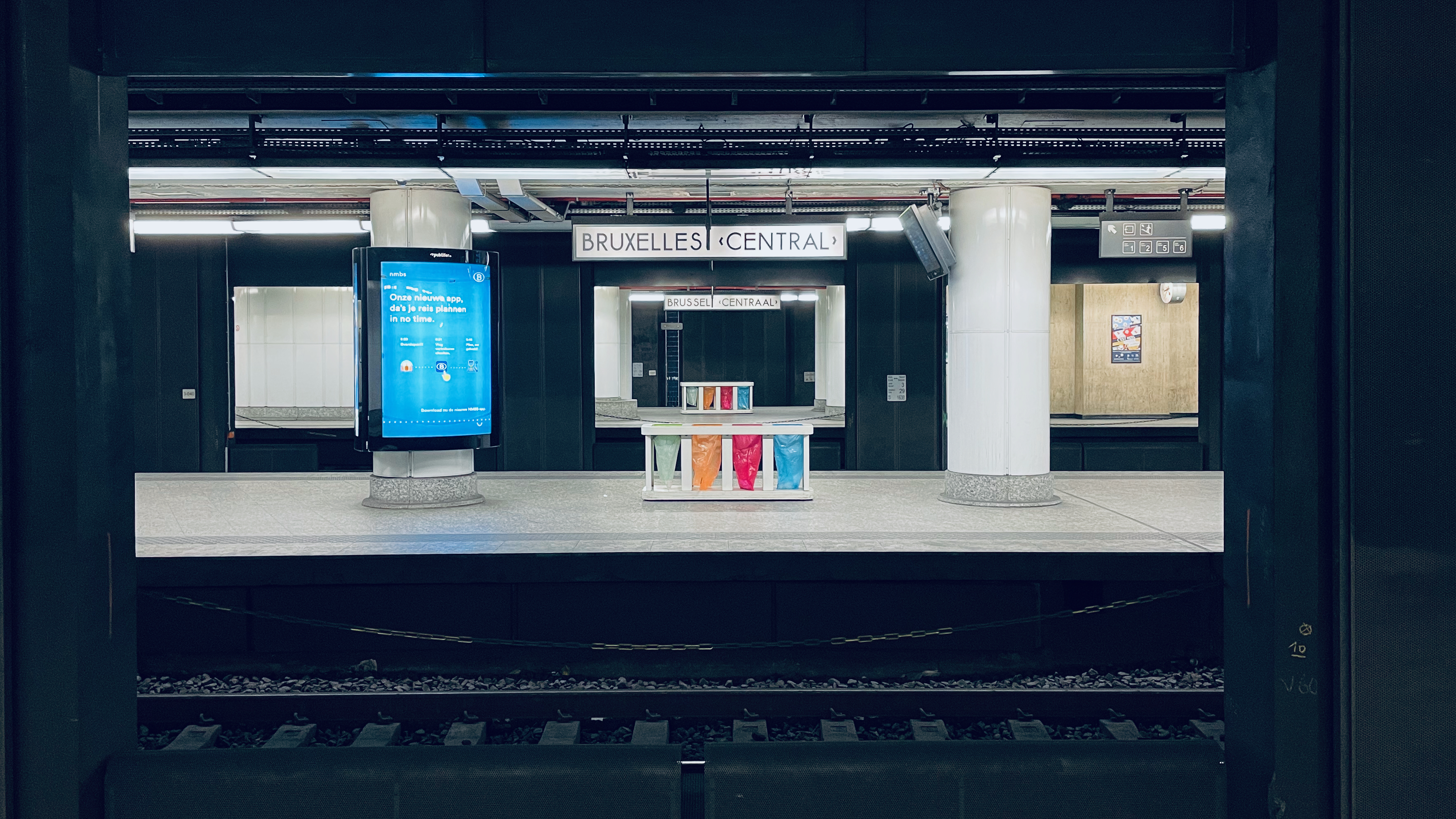
Plaatsnaambord op een perron

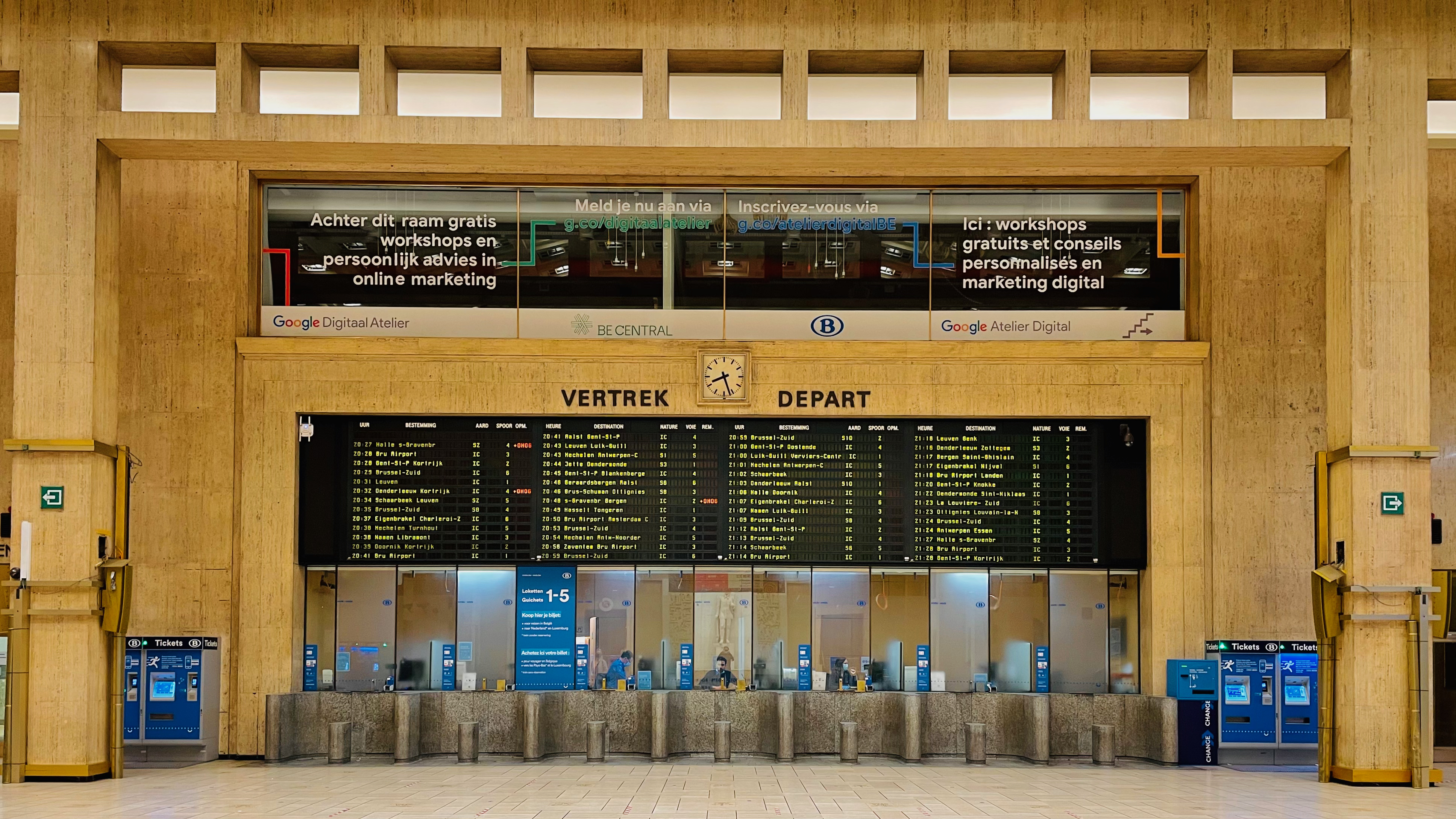
De loketten

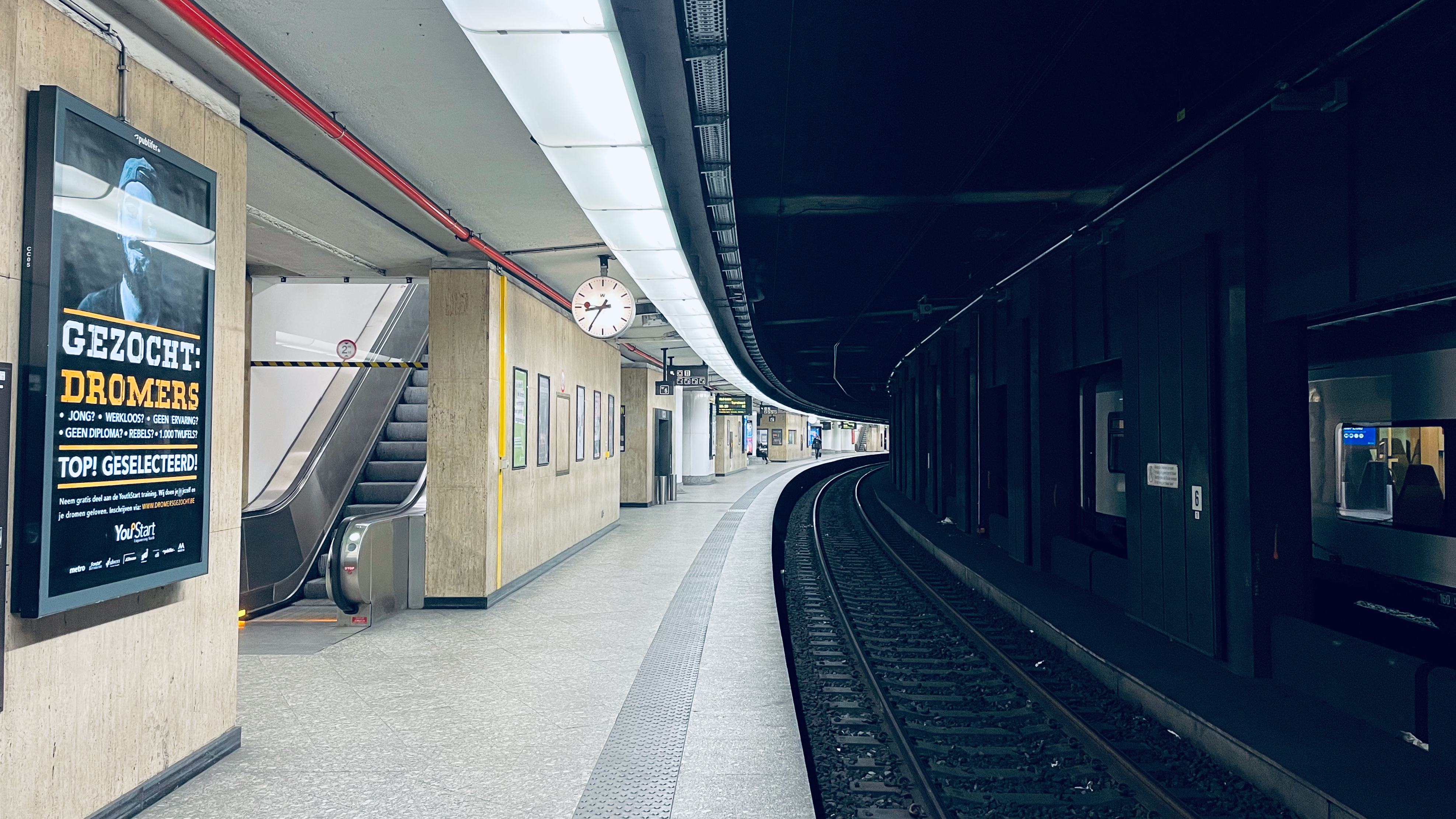
Zicht op de perrons

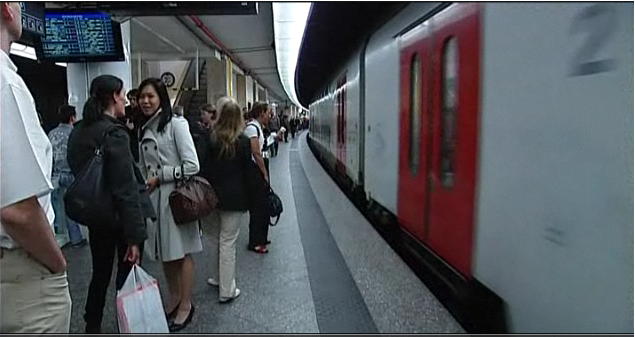
De tegenwoordige treinperrons.

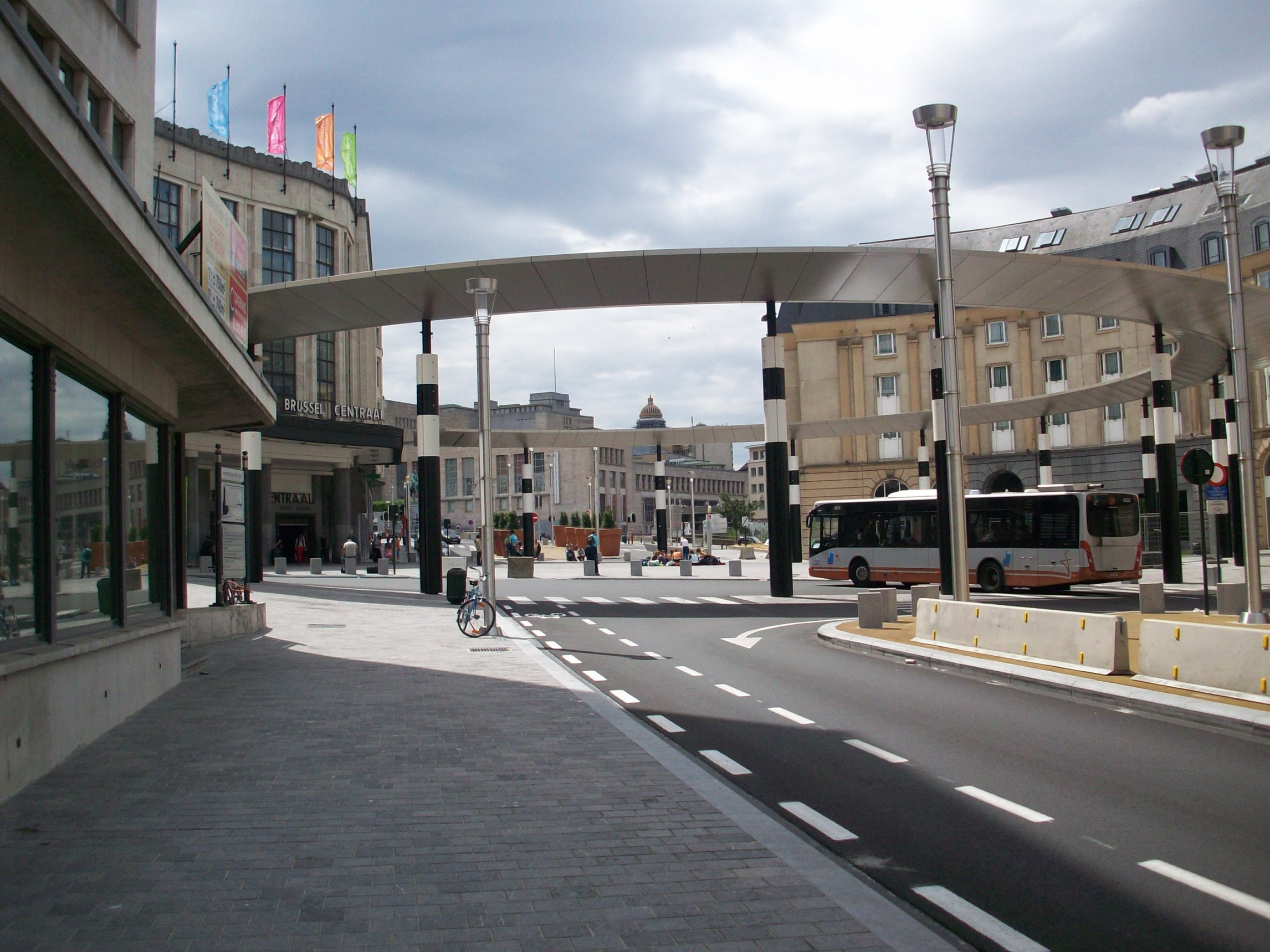
De in 2010 vernieuwde stationsbuurt rond de Keizerinlaan.

Station Brussel-Centraal (Frans: Gare Bruxelles-Central) is een spoorwegstation in België, gelegen aan de ondergrondse Noord-Zuidverbinding, die de Brusselse treinstations Noord en Zuid met elkaar verbindt. Met circa 60.000 instappende reizigers per werkdag en circa 20.000 per dag in het weekend in oktober 2017 is het na station Brussel-Noord het drukste station van het land, hoewel er slechts zes sporen zijn. Vaak komt er een trein aan minder dan een minuut na het vertrek van de vorige tijdens de spits op werkdagen.
Alle treinen die de lijn Noord-Zuid volgen, stoppen hier, behalve de hogesnelheidstrein.
Het station is ook aangesloten op het netwerk van de Brusselse metro met de halte Centraal Station.

## Geschiedenis
Het stationsgebouw werd reeds voor de Eerste Wereldoorlog door Victor Horta ontworpen midden in de hoofdstad. Na diens dood in 1947 nam architect Maxime Brunfaut zijn taak over. Door de vele niveauverschillen en in- en uitgangen was het ontwerp erg complex. De hoofdingang aan het Europakruispunt op de hoek van de Putterij en de Keizerinlaan zit onder een luifel in een holle hoekgevel, die gesierd wordt door negen verticale hoge vensters. Deze symboliseren de (destijds) negen Belgische provincies. Boven ieder venster werd een vlaggenstok aangebracht. Via niveau −1 heeft het station via de Hortagalerij een verbinding met de Grasmarkt. Aan de oostzijde van het treinstation bevindt zich een 130 meter lange gang die naar het metrostation Brussel-Centraal loopt. Vanuit deze gang heeft het station ook verbinding met de Ravensteingalerij.
Het station werd in 1952 geopend door koning Boudewijn. Het werd volledig gerenoveerd in 2010.

### Koninklijk Salon

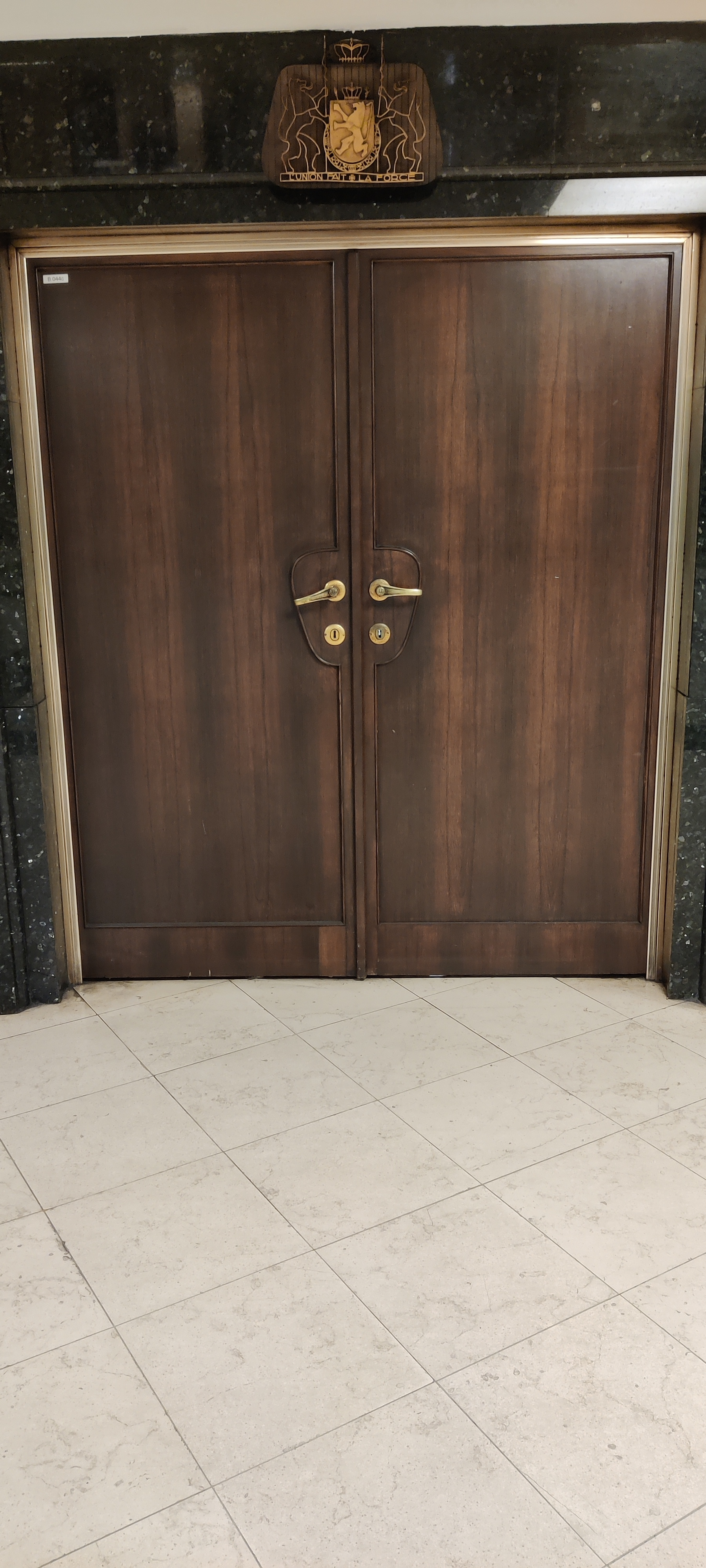
Deur Koninklijk Salon (2021)

Het Koninklijk Salon maakt deel uit van het station en werd met de opening ervan door koning Boudewijn ingehuldigd. Het salon functioneerde als wachtruimte waar de koning kon wachten tot de trein arriveerde. Na de inhuldiging is het evenwel nooit in gebruik genomen door de koning. De ruimte is gedurende al die jaren verwaarloosd, maar in 2007 werden er gidswandelingen, lezingen, en op de Erfgoeddag in 2013 ook een theatervoorstelling 'Wachten op de koning' gehouden om de treinreizigers op deze unieke plek te wijzen. Sinds 2007 is het geen eigendom meer van de koninklijke familie, maar de koninklijke familie kan deze ruimte te allen tijde opnieuw opeisen.
Het salon is bereikbaar via een marmeren gang. Het bestaat uit een zaal met een grote tafel, koninklijke stoelen en zetels, een kleine badkamer en een tweede in- en uitgang die uitgeeft tegenover de Ravensteingalerij. Verder is er ook een lift, bedekt met een laag bladgoud. Vroeger hingen er ook schilderijen, maar die zijn weggehaald.

### Sabenatrein
Met de introductie van de luchthavenverbinding in 1955 vertrokken de Sabena-treinen vanaf een klein kopspoor 1A gelegen aan de noordzijde van het perroneiland 1-2. Dit spoor was rechtstreeks bereikbaar vanaf het Sabenakantoor bovengronds. Tot 1971 werd er met dieseltreinstellen gereden. Na de elektrificatie van de luchthavenverbinding werden 6 elektrische treinstellen serie "851-856" exclusief voor Sabena in dienst gesteld. Deze reden in Sabenakleuren, hadden brede zitplaatsen en veel bagageruimte. De Sabena-treinen werden opgenomen in het NMBS-spoornet bij het sluiten van het Sabenakantoor Sabena Air Terminus. Het perron 1A kon dan alleen maar bereikt worden via het NMBS station, en was moeilijk te vinden. Na de seinhuisbrand van Brussel-Noord in 1995 is dit kopspoor buiten gebruik gesteld en reden alle luchthaventreinen door naar Brussel-Zuid (en verder). Het kopspoor werd rond 1997 weggehaald, doch de ruimte waar dit spoor lag (zie foto) bleef onaangeroerd tot 2007, bij de renovatie van de gehele perrons. Hierbij werd de ruimte van het spoor dichtgemaakt (verlenging van perron 1/2) en de wanden opengemaakt. Tegenwoordig is de plaats waar het oude kopspoor 1A lag erg makkelijk waarneembaar: op deze plaats is het perron 1/2 erg breed en telt twee zuilenrijen in plaats van een.

### Renovatie
Het station werd gerenoveerd van eind 2005 tot begin 2009. Een nieuwe ingang werd gebouwd aan de kant van de Kunstberg. Er werd in totaal 22 miljoen euro geïnvesteerd in de bouw van de ingang en de vernieuwing en verlenging van de perrons. Er kwamen ook extra roltrappen, trappen, een gerenoveerde tussenverdieping en een duidelijkere bewegwijzering. Dit alles moet het grote aantal reizigers opvangen en de toegankelijkheid van het station verbeteren. In 2011 werd ook de reizigersgang tussen het treinstation en het metrostation gerenoveerd.
In september 2008 lanceerde Infrabel een voorstel om het aantal sporen uit te breiden, hetzij door een extra tunnel onder de huidige sporen, hetzij ernaast.

### Incidenten

#### Moord op Joe Van Holsbeeck
Op 12 april 2006 werd bij een poging om een mp3-speler te stelen Joe Van Holsbeeck neergestoken door een van de dieven. Joe Van Holsbeeck overleed later in het ziekenhuis. De steekpartij gebeurde in de centrale hal met veel getuigen, maar niemand van hen durfde of kon ingrijpen. De dader van de steekpartij werd later veroordeeld tot 20 jaar cel.

#### Mislukte aanslag
Tijdens de avond van 20 juni 2017, rond 20:30, explodeerde een bom in het stationgebouw. Een man met een rugzak liet al roepend "Allahu Akbar" een trolleykoffer exploderen. In de rugzak zaten explosieven, maar voor hij die kon gebruiken konden militairen hem doodschieten. Na onderzoek bleek dat de rugzak voorzien was met een zware spijkerbom. Er vielen geen slachtoffers, omdat het station zo goed als leeg was en de spijkerbom niet volledig ontplofte.

## Treindienst
Om de baancapaciteit zo efficiënt te gebruiken en ongewenste kruisbewegingen te vermijden gebruiken bijna alle treindiensten dezelfde sporen. Deze zijn: (W)estsporen (1,2), (M)iddensporen (3,4) en de (O)ostsporen (5,6). Omdat de perronsporen in een boog liggen en het vaak druk is op de perrons, kan de boordchef een lange trein niet overzien. Om de boordchef te assisteren geeft een perronopzichter met zijn spiegelei met gele lamp door wanneer de deuren gesloten kunnen worden en bevestigt hij de correcte sluiting. Op het middenperron 3-4 hebben de perronopzichters een werkpost.

### Internationaal
| Serie      | Treinsoort                    | Route | Bijzonderheden                |
| ---------- | ----------------------------- | --- | ----------------------------- |
| 9200 IC 35 | EuroCity, Beneluxtrein (NMBS) | Rotterdam Centraal – Breda – Noorderkempen – Antwerpen-Centraal – Mechelen – Brussels Airport-Zaventem – Brussel-Noord – Brussel-Centraal – Brussel-Zuid | Via HSL Schiphol - Antwerpen. |

### Nationaal

#### Dagelijks
| Serie       | Treinsoort             | Route | Bijzonderheden |
| ----------- | ---------------------- | --- | --- |
| IC 01       | Intercity (NMBS)       | Eupen – Luik-Guillemins – Brussel-Centraal – Brussel-Zuid – Gent-Sint-Pieters – Brugge – Oostende                                              | |
| IC 03       | Intercity (NMBS)       | Genk – Leuven – Brussel-Centraal – Brussel-Zuid – Gent-Sint-Pieters – Brugge – Blankenberge                                                    | |
| IC 05       | Intercity (NMBS)       | Charleroi-Centraal – Brussel-Zuid – Brussel-Centraal – Antwerpen-Centraal – Antwerpen-Luchtbal                                                 | Rijdt alleen op werkdagen. |
| IC 06       | Intercity (NMBS)       | Brussels Airport-Zaventem – Brussel-Centraal – Brussel-Zuid – Doornik                                                                          | |
| IC 06A      | Intercity (NMBS)       | Brussels Airport-Zaventem – Brussel-Centraal – Brussel-Zuid – Bergen                                                                           | |
| IC 07       | Intercity (NMBS)       | Charleroi-Centraal – Brussel-Zuid – Brussel-Centraal – Antwerpen-Centraal – Essen                                                              | Rijdt alleen op werkdagen. |
| IC 11       | Intercity (NMBS)       | Binche – La Louvière-Centrum – Brussel-Zuid – Brussel-Centraal – Schaarbeek [ – Mechelen – Turnhout ]                                          | Rijdt in het weekend tussen Binche en Schaarbeek. |
| IC 12       | Intercity (NMBS)       | [ Oostende – Brugge – ] Kortrijk – Gent-Sint-Pieters – Brussel-Zuid – Brussel-Centraal – Luik-Guillemins – Welkenraedt                         | Rijdt alleen op werkdagen. Eerste en laatste ritten van/naar Oostende.                                                                                             |
| IC 13       | Intercity (NMBS)       | Kortrijk – Denderleeuw – Brussel-Zuid – Brussel-Centraal – Schaarbeek                                                                          | Rijdt alleen op werkdagen, rijdt soms van/naar Brussel-Zuid. |
| IC 14       | Intercity (NMBS)       | Quiévrain – Bergen – Brussel-Zuid – Brussel-Centraal – Leuven – Luik-Guillemins                                                                | Rijdt alleen op werkdagen. |
| IC 16       | Intercity (NMBS/CFL)   | Brussel-Zuid – Brussel-Centraal – Namen – Luxemburg                                                                                            | |
| IC 17       | Intercity (NMBS)       | Brussels Airport-Zaventem – Brussel-Luxemburg – Namen – Dinant                                                                                 | Rijdt in het weekend tussen Brussel-Zuid en Dinant. |
| IC 18       | Intercity (NMBS)       | [ Doornik – Aat – ] Brussel-Zuid – Brussel-Centraal – Namen – Luik-Guillemins – Luik-Sint-Lambertus                                            | Rijdt alleen op werkdagen. Rijdt in de spits verder naar Doornik.                                                                                                  |
| IC 20       | Intercity (NMBS)       | Gent-Sint-Pieters – Aalst – Brussel-Zuid – Brussel-Centraal – [ Hasselt – Tongeren ] / [ Dendermonde – Lokeren ]                               | Rijdt in het weekend Gent-Sint-Pieters - Lokeren. |
| IC 22       | Intercity (NMBS)       | Brussel-Zuid – Brussel-Centraal – Mechelen – Antwerpen-Centraal                                                                                | |
| IC 23       | Intercity (NMBS)       | Brussels Airport-Zaventem – Brussel-Centraal – Brussel-Zuid – Kortrijk – Brugge – Oostende                                                     | Stopt in het weekend bijkomend in Munkzwalm. |
| IC 23A      | Intercity (NMBS)       | Brussels Airport-Zaventem – Brussel-Centraal – Brussel-Zuid – Gent-Sint-Pieters – Brugge – Knokke                                              | |
| IC 26       | Intercity (NMBS)       | Kortrijk – Doornik – Brussel-Zuid – Brussel-Centraal – Sint-Niklaas                                                                            | Rijdt alleen op werkdagen, laatste rit stopt bijkomend in elk station tussen Jette en Dendermonde.                                                                 |
| IC 29       | Intercity (NMBS)       | [ De Panne – ] Gent-Sint-Pieters – Aalst – Brussel-Zuid – Brussel-Centraal – Brussels Airport-Zaventem – Leuven – Landen                       | Rijdt in het weekend De Panne - Brussel-Noord. |
| IC 31       | Intercity (NMBS)       | [ Charleroi-Centraal – ] Brussel-Zuid – Brussel-Centraal – Mechelen – Antwerpen-Centraal                                                       | In het weekend vanaf Charleroi-Centraal. |
| S 1         | S-trein Brussel (NMBS) | Charleroi-Centraal – /Nijvel – Brussel-Zuid – Brussel-Centraal – Mechelen – Antwerpen-Centraal                                                 | Op zondag een deel Brussel-Noord - Nijvel en een deel Brussel-Zuid - Antwerpen-Centraal. Tijdens de week eerste en laatste ritten van/naar Charleroi-Centraal.     |
| S 2         | GEN (NMBS)             | 's-Gravenbrakel – Brussel-Zuid – Brussel-Centraal – Leuven                                                                                     | Rijdt 1×/u. op zondag. |
| S 3         | GEN (NMBS)             | [ Denderleeuw – ] Geraardsbergen – Brussel-Zuid – Brussel-Centraal – [ Dendermonde ] / [ Schaarbeek ]                                          | Rijdt tijdens de spits vanaf/naar Denderleeuw. Tijdens de spits extra ritten Geraardsbergen-Schaarbeek. Rijdt tijdens het weekend Denderleeuw-Brusssel-Noord.      |
| S 6         | GEN (NMBS)             | Zottegem – Denderleeuw – Geraardsbergen | Rijdt alleen op werkdagen. Tijdens de spits een rit vanaf Oudenaarde.                                                                                              |
| S 8         | GEN (NMBS)             | Zottegem – Brussel-Zuid – Brussel-Centraal – Brussel-Schuman – Ottignies – Louvain-la-Neuve                                                    | Rit naar Zottegem rijdt niet in het weekend. Een rit rijdt dagelijks tussen Brussel-Zuid - Ottignies. Een rit rijdt dagelijks tussen Ottignies - Louvain-la-Neuve. |
| S 10        | GEN (NMBS)             | Dendermonde – Brussel-West – Brussel-Zuid – Brussel-Centraal – Aalst                                                                           | Tijdens de spits extra ritten Aalst-Brussel-Zuid |
| P 7000/8000 | Piekuurtrein (NMBS)    | [ Oostende – Brugge – ] / [ De Panne – ] / [ Poperinge – Ieper – Kortrijk – ] Gent-Sint-Pieters – Brussel-Zuid – Brussel-Centraal – Schaarbeek | Twee treinen per dag per richting. Een trein op zondagavond vanaf De Panne.                                                                                        |
| P 7010/8010 | Piekuurtrein (NMBS)    | Gent-Sint-Pieters – Aalst – Brussel-Zuid – Brussel-Centraal – Schaarbeek                                                                       | Rijdt alleen op werkdagen. |
| P 7013/8013 | Piekuurtrein (NMBS)    | Sint-Niklaas – Gent-Dampoort – Brussel-Zuid – Brussel-Centraal – Schaarbeek                                                                    | Rijdt alleen op werkdagen. |
| P 7205/8205 | Piekuurtrein (NMBS)    | Mol – Mechelen – Brussel-Centraal – Brussel-Zuid                                                                                               | Rijdt alleen op werkdagen. |
| P 7300/8300 | Piekuurtrein (NMBS)    | Genk – Hasselt – Leuven – Brussel-Centraal – Brussel-Zuid                                                                                      | Rijdt alleen op werkdagen. |
| P 7305/8305 | Piekuurtrein (NMBS)    | Tongeren – Hasselt – Brussel-Centraal – Brussel-Zuid                                                                                           | Rijdt alleen op werkdagen. |
| P 7400/8400 | Piekuurtrein (NMBS)    | Luik-Guillemins – Leuven – Brussel-Centraal – Brussel-Zuid                                                                                     | Rijdt alleen op werkdagen. |
| P 7440/8440 | Piekuurtrein (NMBS)    | Wezet – Luik-Guillemins – Brussel-Centraal – Brussel-Zuid – 's-Gravenbrakel                                                                    | Rijdt alleen op werkdagen, 1 rit verder naar 's-Gravenbrakel. |
| P 7510/8510 | Piekuurtrein (NMBS)    | Moeskroen – Doornik – Brussel-Zuid – Brussel-Centraal – Schaarbeek                                                                             | Rijdt alleen op werkdagen. Twee treinen verder als IC-18 naar Luik-Paleis.                                                                                         |
| P 7600/8600 | Piekuurtrein (NMBS)    | Rochefort-Jemelle – Namen – Brussel-Centraal – Brussel-Zuid                                                                                    | Rijdt alleen op werkdagen. Een trein Brussel - Rochefort-Jemelle.                                                                                                  |
| P 7720/8720 | Piekuurtrein (NMBS)    | Jemeppe-sur-Sambre – Charleroi-Centraal – Brussel-Zuid – Brussel-Centraal – Schaarbeek                                                         | Rijdt alleen op werkdagen. |
| P 7740/8740 | Piekuurtrein (NMBS)    | Binche – La Louvière-Centrum – Brussel-Zuid – Brussel-Centraal – Schaarbeek                                                                    | Rijdt alleen op werkdagen. |
| P 7800/8800 | Piekuurtrein (NMBS)    | Quiévrain – Bergen – Brussel-Zuid – Brussel-Centraal – Schaarbeek                                                                              | Rijdt alleen op werkdagen. |
| P 7950/8950 | Piekuurtrein (NMBS)    | Kortrijk – Brussel-Zuid – Brussel-Centraal – Schaarbeek                                                                                        | Rijdt alleen op werkdagen. |
| ICT 6800    | Toeristentrein (NMBS)  | Tongeren – Hasselt – Brussel-Centraal – Brussel-Zuid – Gent-Sint-Pieters – Brugge – Oostende                                                   | Rijdt in juli en augustus. |
| ICT 6900    | Toeristentrein (NMBS)  | Brussel-Noord – Brussel-Centraal – Brussel-Zuid – Gent-Sint-Pieters – De Panne                                                                 | Rijdt in juli en augustus. |
| ICT 6960    | Toeristentrein (NMBS)  | Waver – Bierges-Walibi – Ottignies – Brussel-Centraal – Brussel-Zuid                                                                           | Rijdt tijdens de openingstijden van Walibi. Op werkdagen tot Ottignies.                                                                                            |

## Reizigerstellingen
De grafiek en tabel geven het gemiddeld aantal instappende reizigers weer op een week-, zater- en zondag.
| Tabel: aantal instappende reizigers station Brussel-Centraal | Tabel: aantal instappende reizigers station Brussel-Centraal | Tabel: aantal instappende reizigers station Brussel-Centraal | Tabel: aantal instappende reizigers station Brussel-Centraal |
|                                                              | Weekdag                                                      | Zaterdag                                                     | Zondag                                                       |
| ------------------------------------------------------------ | ------------------------------------------------------------ | ------------------------------------------------------------ | ------------------------------------------------------------ |
| 1998                                                         | 63 081                                                       | 17 667                                                       | 17 240                                                       |
| 1999                                                         | 56 096                                                       | 16 641                                                       | 16 246                                                       |
| 2000                                                         | 59 458                                                       | 16 869                                                       | 14 214                                                       |
| 2001                                                         | 80 782                                                       | 30 164                                                       | 28 525                                                       |
| 2002                                                         | 62 761                                                       | 19 993                                                       | 19 582                                                       |
| 2003                                                         | 61 379                                                       | 20 437                                                       | 20 158                                                       |
| 2004                                                         | 65 724                                                       | 21 805                                                       | 19 678                                                       |
| 2005                                                         | 66 993                                                       | 23 509                                                       | 23 647                                                       |
| 2006                                                         | 72 194                                                       | 23 141                                                       | 23 023                                                       |
| 2007                                                         | 74 640                                                       | 23 487                                                       | 23 387                                                       |
| 2008                                                         | -                                                            | -                                                            | -                                                            |
| 2009                                                         | 72 772                                                       | 26 073                                                       | 22 274                                                       |
| 2010                                                         | -                                                            | -                                                            | -                                                            |
| 2011                                                         | -                                                            | -                                                            | -                                                            |
| 2012                                                         | 52 628                                                       | 16 604                                                       | 17 546                                                       |
| 2013                                                         | 53 542                                                       | 17 275                                                       | 17 565                                                       |
| 2014                                                         | 61 234                                                       | 18 686                                                       | 19 253                                                       |
| 2015                                                         | 61 099                                                       | 18 923                                                       | 19 143                                                       |
| 2016                                                         | 61 191                                                       | 19 084                                                       | 19 732                                                       |
| 2017                                                         | 59 258                                                       | 20 867                                                       | 19 170                                                       |
| 2018                                                         | 60 899                                                       | 23 739                                                       | 23 107                                                       |
| 2019                                                         | 60 706                                                       | 23 336                                                       | 22 027                                                       |
| 2020                                                         | 28 212                                                       | 13 407                                                       | 12 417                                                       |
| 2021                                                         | -                                                            | -                                                            | -                                                            |
| 2022                                                         | 49 476                                                       | 24 143                                                       | 20 618                                                       |
| 2023                                                         | 58 877                                                       | 26 916                                                       | 24 764                                                       |
| 2024                                                         | 58 330                                                       | 26 296                                                       | 24 183                                                       |

## MIVB-netwerk

### Metro
Iets ten noorden van station Brussel-Centraal bevindt zich het metrostation Centraal Station/Gare Centrale. Dit station wordt bediend door de Brusselse metrolijnen 1 en 5 en is door middel van een voetgangerstunnel met het spoorwegstation verbonden.
|  | 1 - Weststation - Stokkel      |
|  | 5 - Erasmus - Herrmann-Debroux |

### Tram en bus
Aan Brussel-Centraal stoppen geen tramlijnen, maar er zijn wel plannen om de tramlijnen van de Koningsstraat (de huidige lijnen 92 en 93) op termijn te verleggen via het Centraal Station. Momenteel rijden deze trams via het Konings- en Paleizenplein, op een paar honderd meter van het station. Vlak bij de hoofdingang van het station bevindt zich een bij het station horende bushalte; daar stoppen de MIVB-buslijnen:
|  | 29 - De Brouckère - Hof Ten Berg              |
|  | 38 - De Brouckère - Helden                    |
|  | 63 - De Brouckère - Begraafplaats van Brussel |
|  | 65 - Centraal Station - Bourget               |
|  | 66 - De Brouckère - Tol                       |
|  | 71 - De Brouckère - Delta                     |

## Galerij

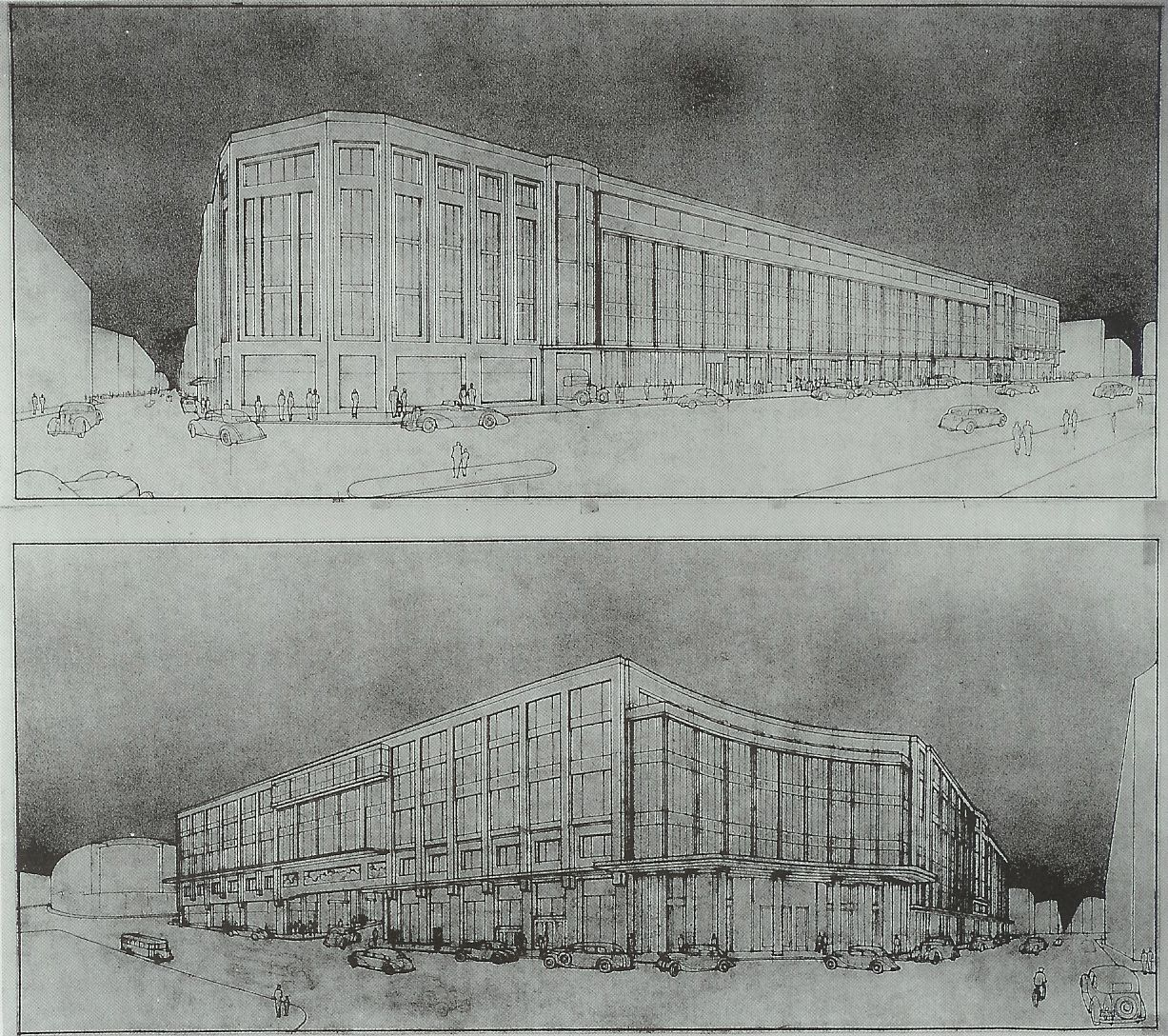
Ontwerp van Victor Horta voor Centraal Station van Brussel
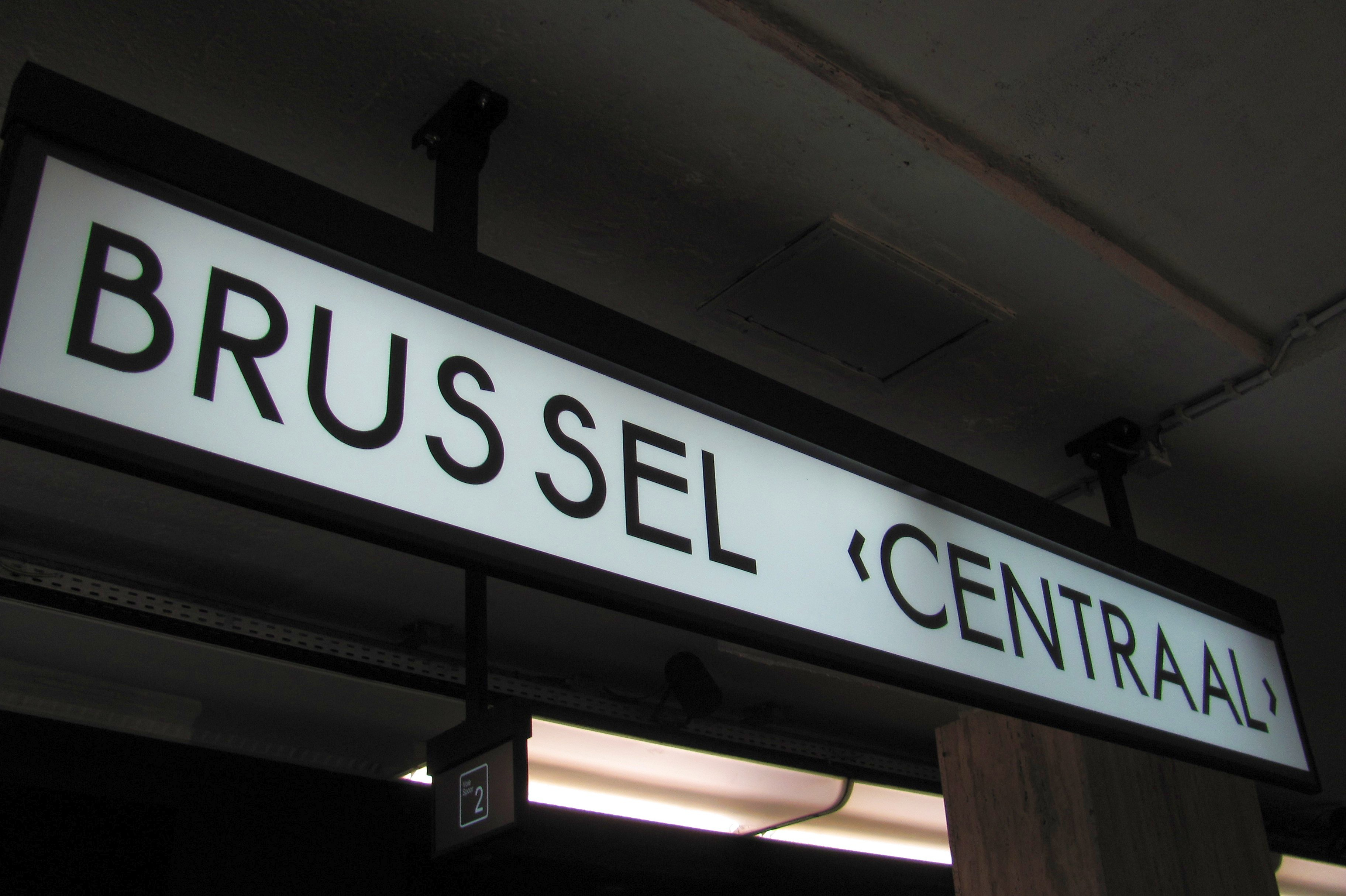
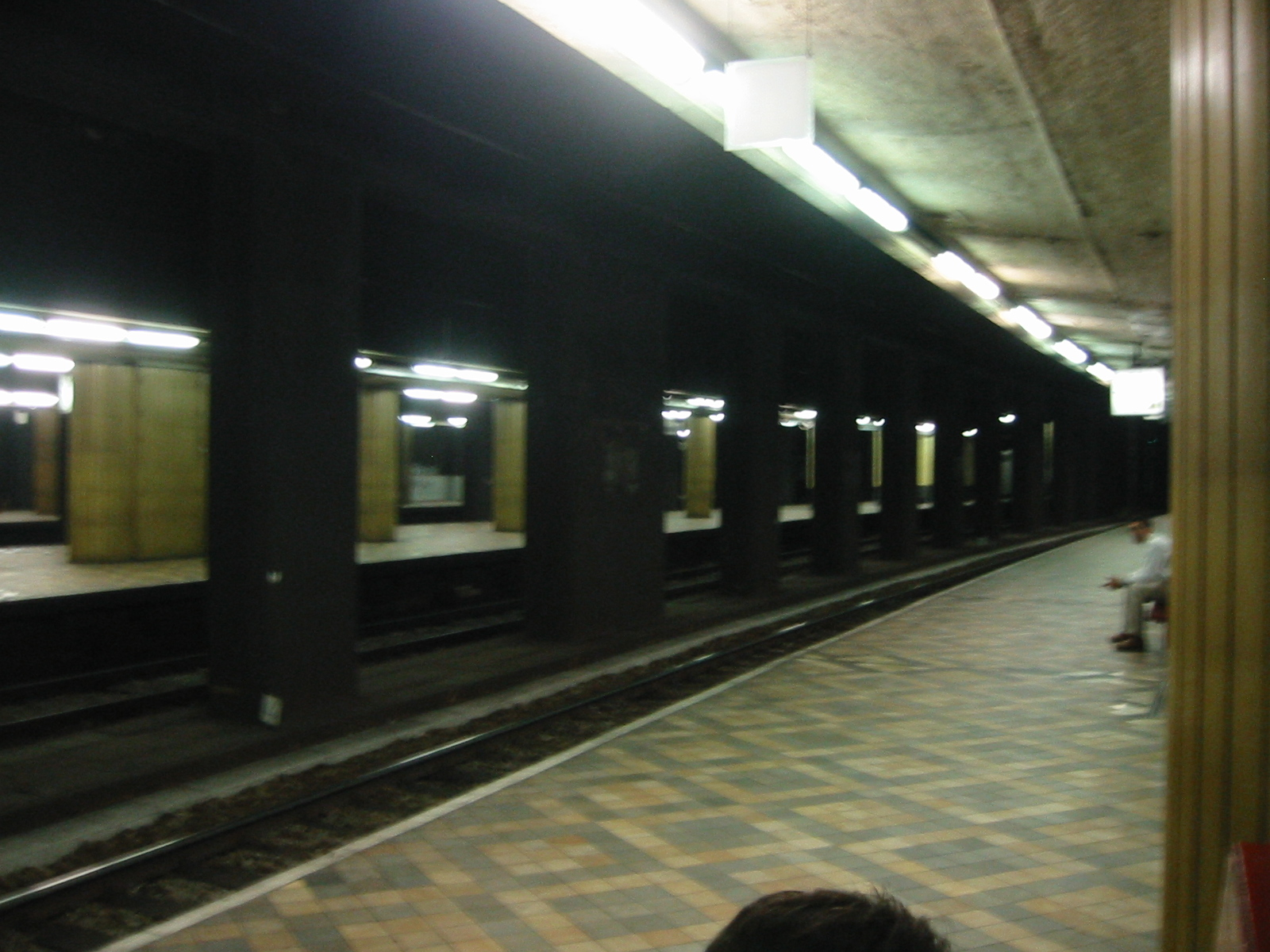
De voormalige treinperrons
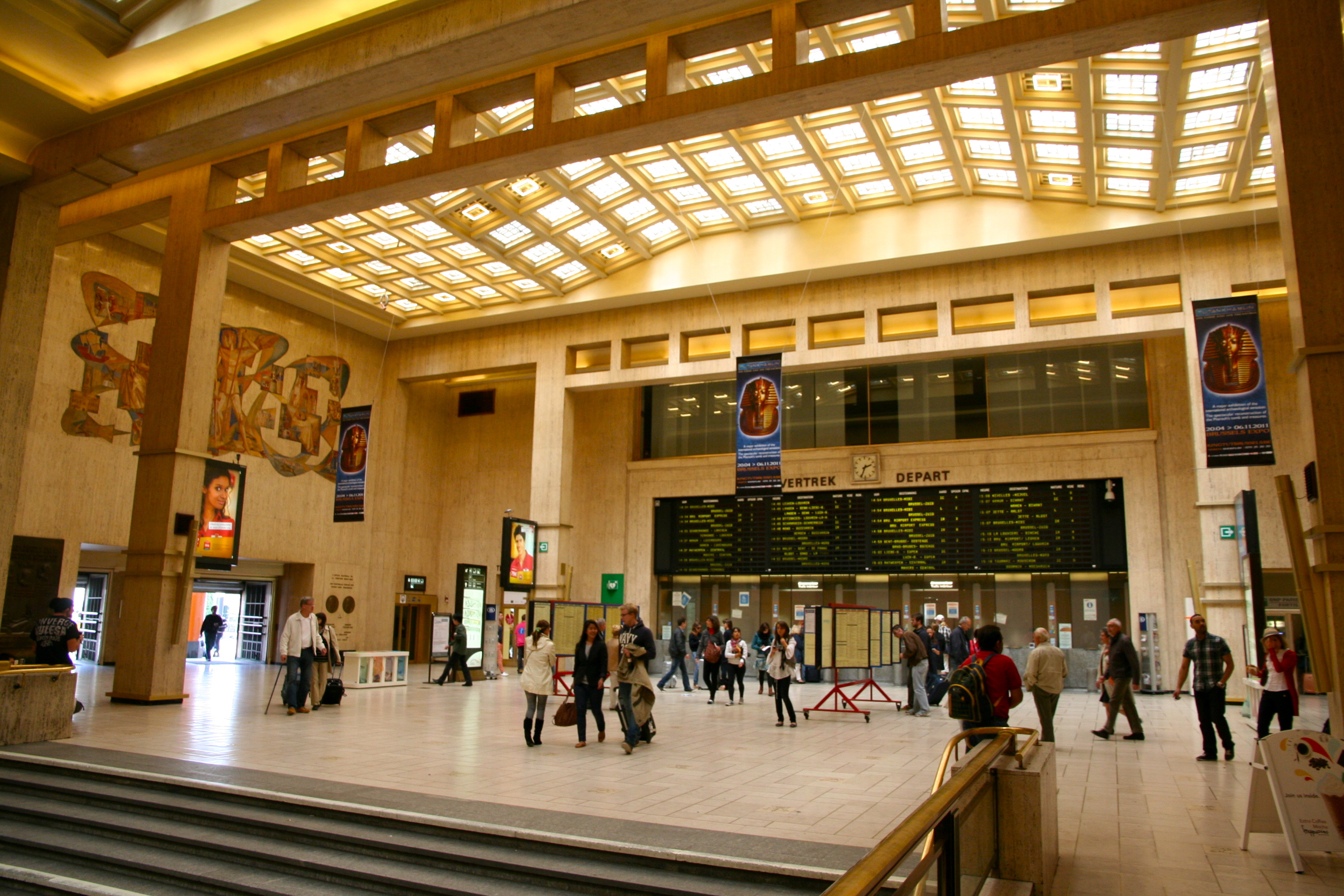
De centrale traphal
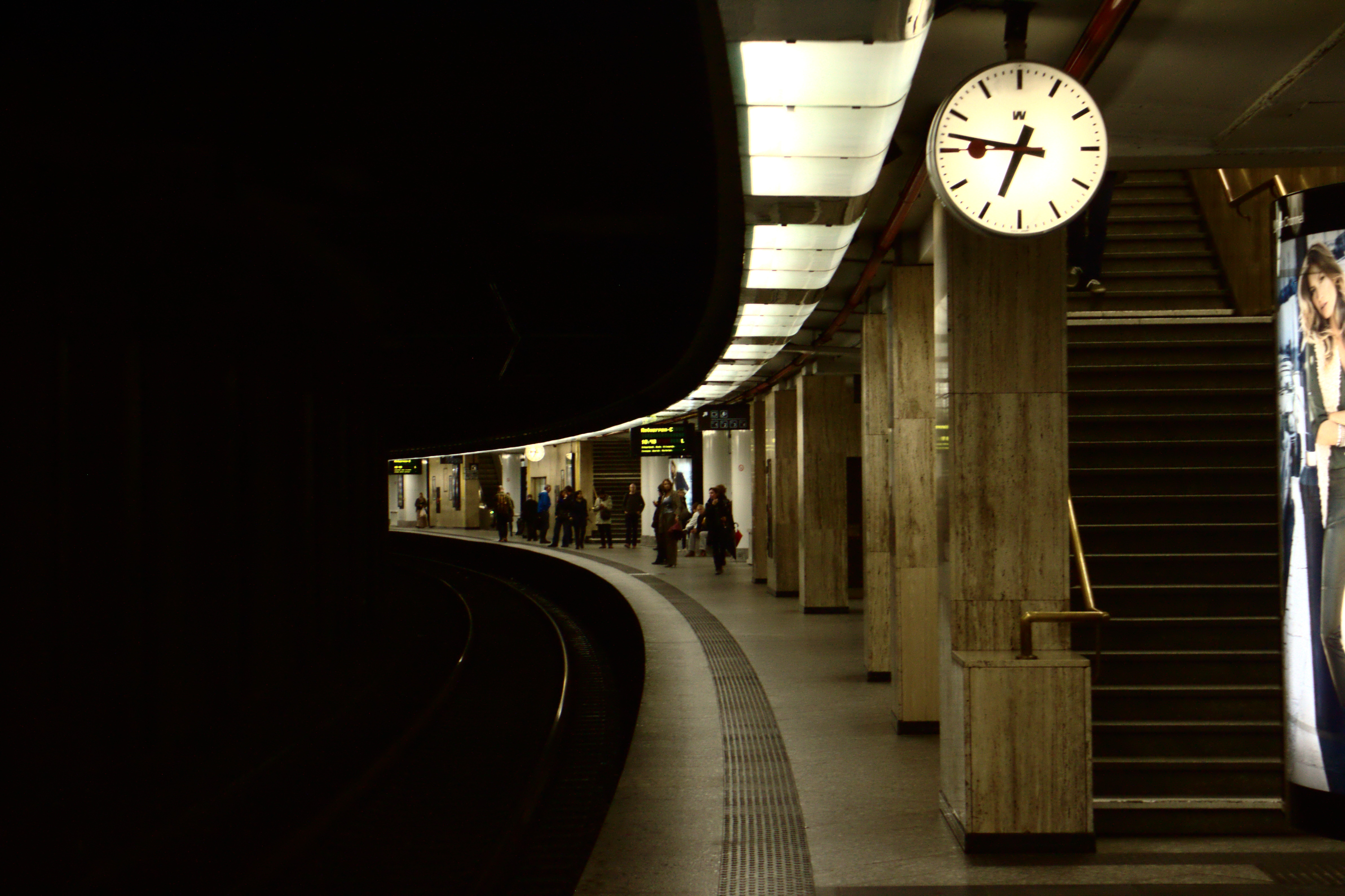
Perron
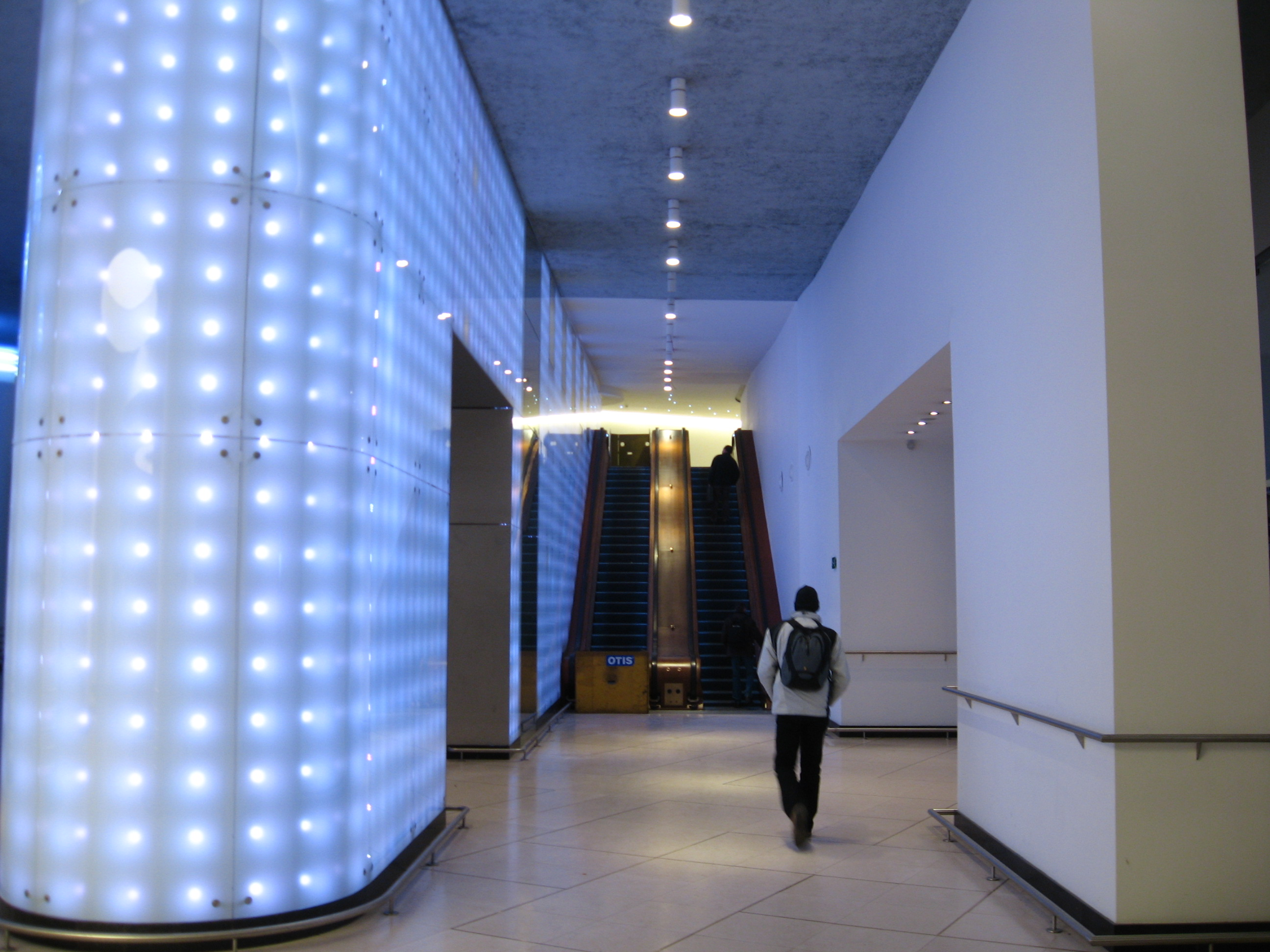
Ingang langs Hortagalerij.
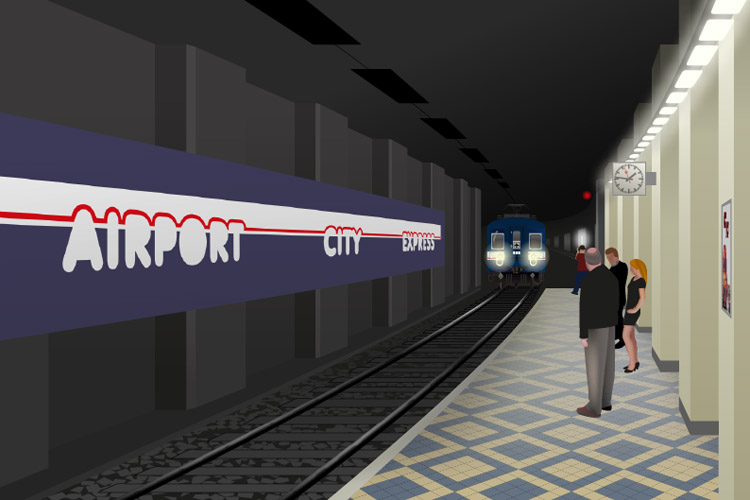
Impressie van het kopspoor 1A te Brussel-Centraal, waar de treinen naar Zaventem vertrokken tot 1995. Foto's van deze plaats zijn zeer zeldzaam.
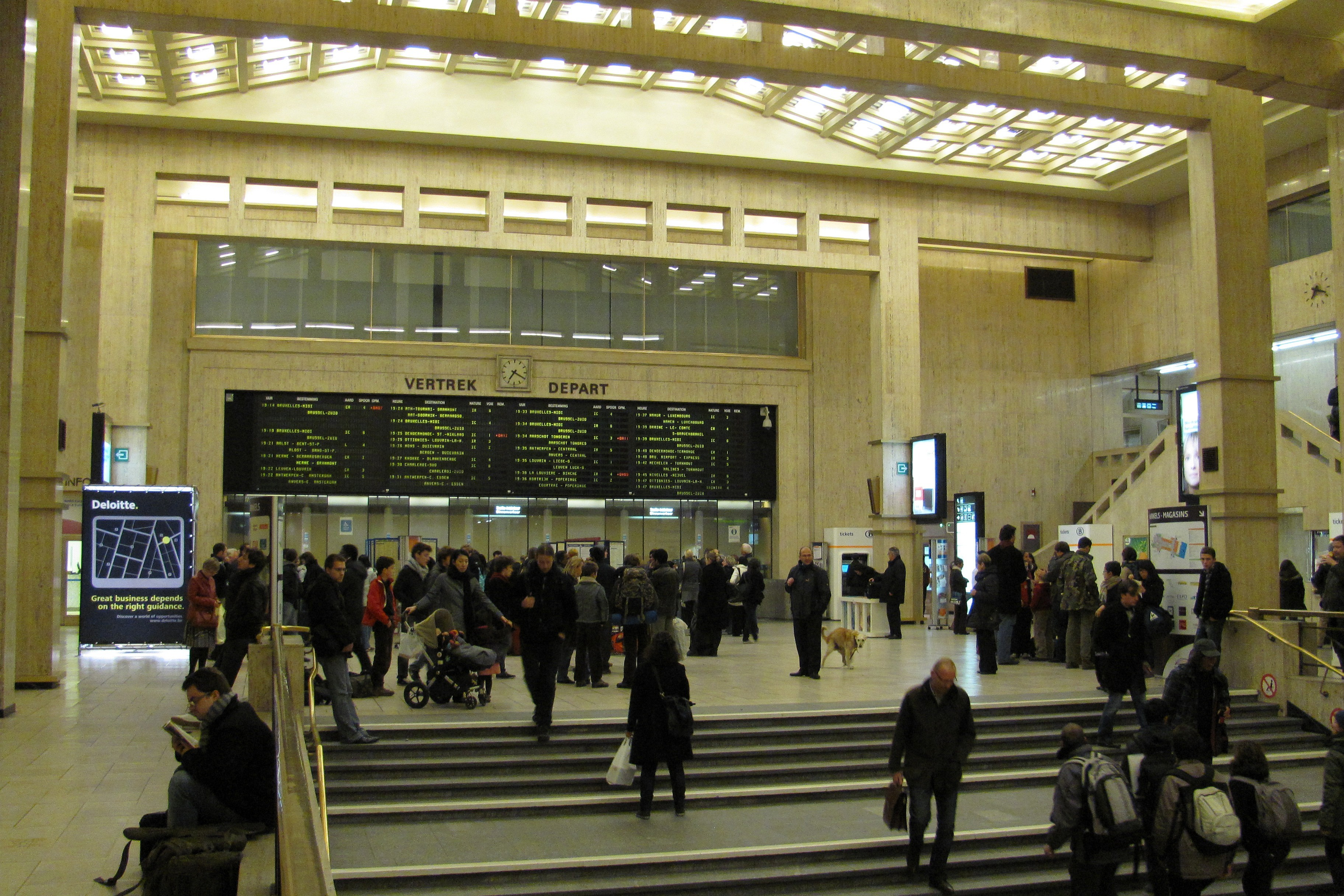
De centrale traphal